# Grondpapegaai
De grondpapegaai (Pezoporus wallicus) is een papegaai uit het geslacht Pezoporus die voorkomt in Australië. De soort werd na een analyse van het mitochondriaal DNA in 2010 opgesplitst in de oostelijke en de westelijke grondpapegaai (P. flaviventris). De twee soorten gingen zo'n 2 miljoen jaar geleden uiteen. Over deze opdeling in twee soorten in geen consensus. BirdLife International en de IOC World Bird List (versie 13.2) behandelen het taxon als één soort.

## Kenmerken
De grondpapegaai heeft een lange staart. Zijn totale lengte bedraagt 28 tot 32 cm. Hij is grasgroen met bruinzwarte strepen, wat een schutkleur is. De veren op de buik en onder de dekveren van de staart zijn lichtgeel met zwart. Volwassen exemplaren hebben ook een oranjerode strook boven de bek. Jongen hebben dit niet, zij zijn ook iets doffer van kleur en hebben een kortere staart.

## Leefwijze
De papegaai is een solitair levend en schuw dier. Hij leeft voornamelijk op de grond, maar kan toch goed vliegen. Hij zal eerder weglopen dan wegvliegen om te vluchten. Zijn vlucht kenmerkt zich door een afwisseling van snelle vleugelslag en periodes met een glijvlucht. De vogel kan ook zigzaggend opvliegen als een watersnip.

## Voorkomen
De grondpapegaai komt voor in kustgebieden in het zuidoosten van Australië. Ze leven bij voorkeur in moerassige en boomloze kustvlakten, grasvelden en rietvelden met laag struikgewas. De soort komt voor als drie geografisch gescheiden ondersoorten:
- P. w. wallicus: zuidoostelijk en oostelijk Australië.
- P. w. leachi: Tasmanië.
- P. w. flaviventris (westelijke grondpapegaai) uiterse zuidwesten van Australië langs de kust.

## Status
De grondpapegaai heeft een groot, maar versnipperd verspreidingsgebied en daardoor is de kans op de status  kwetsbaar (voor uitsterven) gering. De grootte van de populatie is in 2022 geschat op 100.000 tot 500.000 individuen en lijkt stabiel. Om deze redenen staat de grondpapegaai als niet bedreigd op de Rode Lijst van de IUCN.